# Kawamoto Akito
Akito Kawamoto (sinh ngày 1 tháng 5 năm 1990) là một cầu thủ bóng đá người Nhật Bản.

## Sự nghiệp câu lạc bộ
Akito Kawamoto đã từng chơi cho Ventforet Kofu và Tochigi SC.